# 민법총칙
민법총칙(民法總則)은 판데크텐 체계에 따라 물권법, 채권법, 가족법(친족법, 상속법) 등으로 구성되는 민법에서 각 구성 부분에 일반적으로 적용되는 법 원칙 또는 법률이다.

## 민법의 해석

### 사권의 행사
| 국명     | 법명          | 해당 조문                                              |
| -------- | ------------- | ------------------------------------------------------ |
| 일본     | 일본 민법     | (기본원칙) 제1조 사권은 공공의 복지에 적합하여야 한다. |
| 대한민국 | 대한민국 민법 | 해당 조문 없음.                                        |

### 개인의 존엄과 양성의 평등
| 국명     | 법명          | 해당 조문                                                                                     |
| -------- | ------------- | --------------------------------------------------------------------------------------------- |
| 일본     | 일본 민법     | (해석의 기준) 제2조 이 법률은 개인의 존엄과 양성의 본질적 평등을 취지로 하여 해석하여야 한다. |
| 대한민국 | 대한민국 민법 | 해당 조문 없음.                                                                               |

### 법원(法源)
| 국명     | 법명          | 해당 조문                                                                                      |
| -------- | ------------- | ---------------------------------------------------------------------------------------------- |
| 일본     | 일본 민법     | 해당 조문 없음                                                                                 |
| 대한민국 | 대한민국 민법 | 제1조 (법원) 민사에 관하여 법률에 규정이 없으면 관습법에 의하고 관습법이 없으면 조리에 의한다. |

## 법률효과와 법률관계

### 법률행위와 의사표시
민법은 법률행위에 관한 일반적 원칙규정은 없다. 다만 민법 제105조와 106조에 간략하게 규정되어 있을 뿐이다.
의사표시는 일정한 법률효과의 발생을 목적으로 의사를 표시하는 행위로서, 의사적 요소와 표시적 요소로써 구성된다. :49 의사표시를 하거나 받는(의사표시의 수령) 것은 대리에 의하여도 가능하다.
법률행위는 일정한 법률효과의 발생을 목적으로 하는 한 개의 또는 수개의 의사표시를 불가결한 구성요소로 하는 법률요건이다. 법률행위는 법률요건이기 때문에 법률효과(법률관계의 변동)를 발생시키는 데 필요하고도 충분한 법률사실(예컨대, 부동산 물권변동을 위해서는 의사표시와 등기)이 모두 이에 포함되어야 한다.
법률행위의 유효요건
1.법률행위의 성립요건
1) 일반성립요건에는 법률행위 당사자, 법률행위 목적, 의사표시라는 3가지 요건이 필요하다.
2) 특별성립요건은 별도의 개별 법률이 정한다.
2.법률행위의 효력요건
1) 일반적 효력요건에는 당사자가 능력이 있을 것, 법률행위 목적이 가능•적법•사회적 타당성 및 확장성이 있을 것, 의사표시에 있어서 의사와 표시가 일치하고 자유로울 것이 있다.
2) 특별효력요건으로는 대리행위에 있어서 대리권이 존재할 것, 조건부 행위에 있어서 조건이 성취될 것, 기한부 행위에 있어서 기한이 도래할 것 등이 있다.

## 법률행위의 당사자(권리의 주체)
인(人)은 민법에서 규정하는 법률행위에 의해 발생하는 권리와 의무의  주체이다. 인은 자연적 생물로서의 사람인 자연인과 법으로부터 인격을 부여받은 법인으로 나뉜다. 자연인은 생존한 동안 권리와 의무의 주체가 된다.(대한민국 민법 제3조 참조) 자연인은 모체에서 분리된 순간부터 권리능력을 가지며 심장이 정지한 순간부터 권리능력을 상실한다는 설이 통설이다. 그러므로 모체에서 분리되지 않은 태아는 권리능력을 갖지 않지만 제한적인 경우에 권리능력을 부여받는다. 민법총칙에서는 자연인의 권리능력과 행위능력을 다룬다. 법인은 특정한 목적을 가진 재산의 모임인 재단법인과 특정한 목적을 가진 사람의 모인인 사단법인으로 나뉜다.

## 법률행위의 목적

### 법률행위목적의 사회적 타당성

#### 반사회적 법률행위
반사회적 법률행위는 민법 제103조를 위반한 법률행위를 말한다.

#### 불공정한 법률행위
불공정한 법률행위는 대한민국 민법상 일방 당사자가 상대방의 궁박, 경솔 또는 무경험인 상태를 이용함으로써 급부와 반대급부 간의 균형을 현저하게 잃은 법률행위이다. 불공정한 법률행위는 사적자치의 한계를 일탈하고 법질서와 상치되는 것으로 무효이다. 폭리행위라고도 한다.

## 법률행위의 대리
대리(代理)란 본인이 아닌 제3자가 본인을 위해 대신 법률행위를 하는 것을 말한다. 통설은, 대리는 1차적으로 사적자치의 확장이라는 기능을 가지며, 이는 임의대리에서 크게 나타나며, 2차적으로는 사적자치의 보충이라는 기능을 가지며, 이는 법정대리에서 크게 나타난다고 한다.

## 조건과 기한이 붙은 법률행위

### 기간이 붙은 법률행위
기간(期間)이란 어느 시점에서 다른 시점까지 계속하는 시간의 구분을 말한다. 몇 시간·몇 일간·몇 년간이라는 경우이다. 기간에는 법률로 법률효과를 부여하는 일이 많다. 예를 들면 실종기간(27조)·시효·제척(除斥) 기간 등. 또한 '기일'은 계속이라는 개념이 포함되지 않으므로 기간과 구별된다. 기일은 어느 시점을 의미하지만 보통 일자로 표시된다.

## 소멸시효
소멸시효는 권리자가 권리행사를 할 수 있음에도 불구하고 일정기간 동안 권리를 행사하지 않는 경우 그 권리가 실효되게 하는 제도를 말한다. 시효의 일종으로서 취득시효에 대비되는 개념이다.